# 盛岡八幡宮

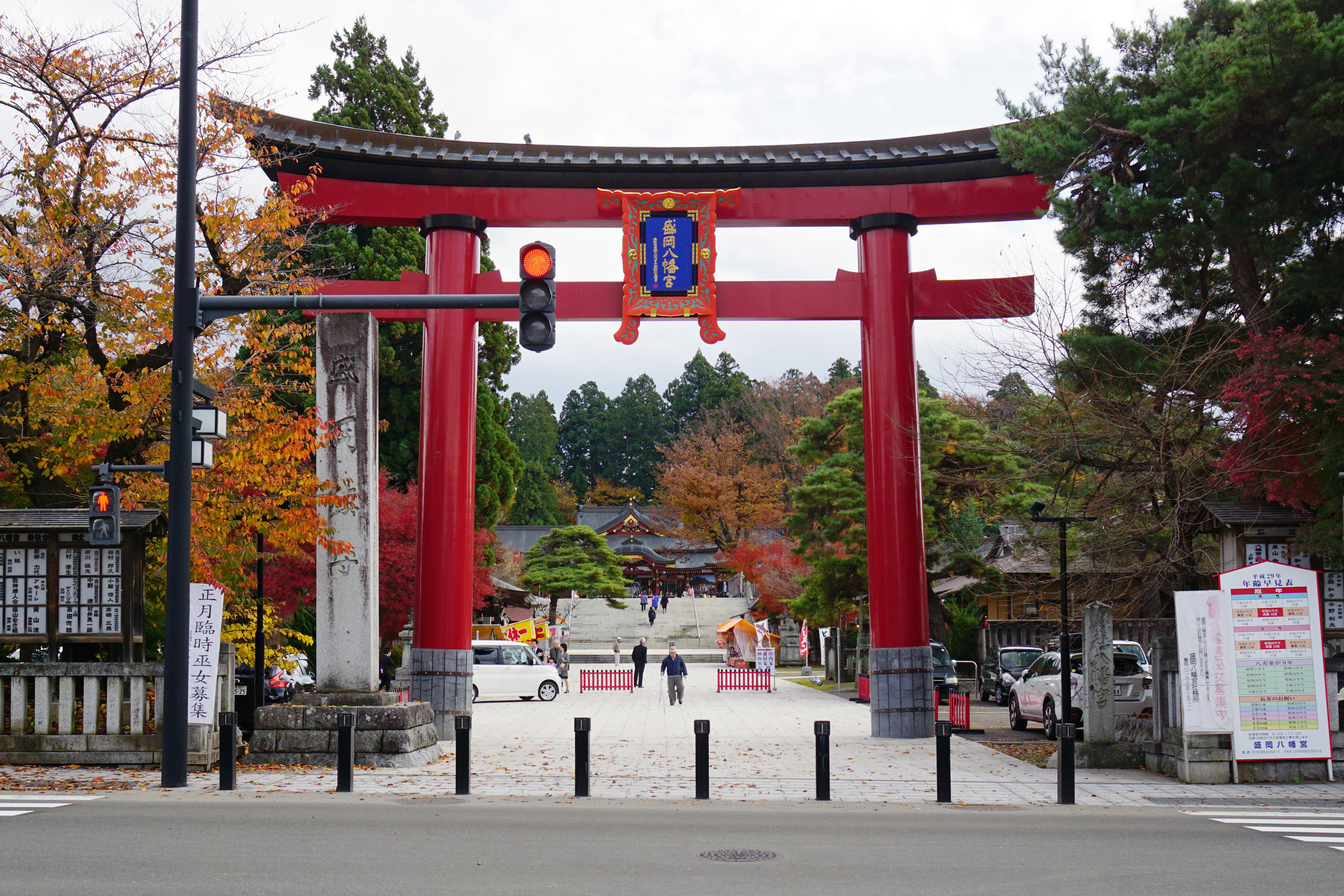
一の鳥居

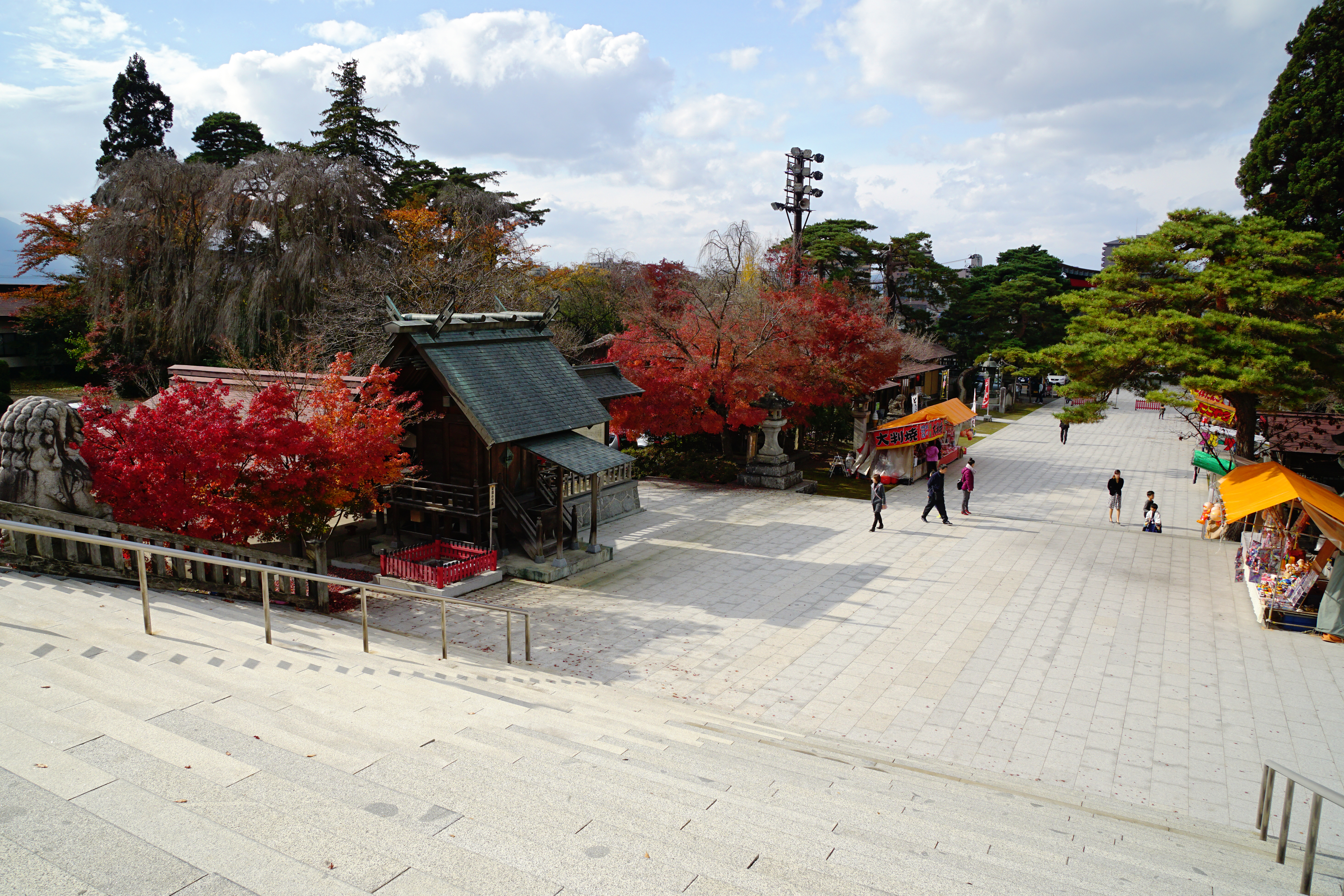
境内参道

盛岡八幡宮（もりおかはちまんぐう）は、岩手県盛岡市にある神社である。旧社格は県社で、現在は神社本庁の別表神社に加列されている。盛岡の総鎮守とされ、神事のチャグチャグ馬コ、例祭の山車行事（盛岡山車）、流鏑馬神事で知られる。

## アクセス
- JR東日本IGRいわて銀河鉄道盛岡駅東口5番のりばより岩手県交通バス利用。※は14番のりばからの路線。
  - ｢251・252　茶畑(中野一丁目)行｣、｢422・404・611・612｣に乗車した場合、｢八幡宮前｣下車。
  - ｢401・402・403・423・※510｣に乗車した場合、｢山王下｣下車。徒歩5分。
    - ただし、｢八幡宮前｣を経由する路線については、八幡宮の諸行事に伴い、経路変更する場合があるため、この場合のアクセス方法は、｢山王下｣を経由する路線に乗車した場合に準ずる[1]。

## 歴史
康平5年（1062年）、源頼義が安倍氏討伐の際に、戦勝を祈願して石清水八幡を勧請したのに始まると伝えられる。「鳩森八幡宮」と称し、地元の豪族の日戸氏が代々崇敬した。
文禄2年（1593年）、南部氏が盛岡城を築城した際に城内鎮守の神社として再建された。延宝8年（1680年）、南部重信は青森より南部氏の氏神であった櫛引八幡を勧請し、鳩森八幡の御旅所のあった現在地に祀って「新八幡」「南部新八幡」と称した。明治に入って鳩森八幡を新八幡に遷座、さらに明治22年（1889年）、市内の白山神社を合祀した。
明治39年（1906年）、岩手護國神社が岩手郡東中野村茶畑から当社境内に移設される。
平成14年（2002年）に正面一の鳥居が建て替えられた。旧鳥居は宝暦13年（1763年）に南部利雄（南部藩8代藩主）によって築造された歴史のあるもので、境内の別の場所に移築されている。
2020年東京オリンピックの聖火リレーでセレブレーション会場となった、
聖火ランナーは公募により1万人程度が選ばれた、聖火リレーについて、
組織委員会は
スポンサー企業4社と各都道府県実行委員会が行ったランナー公募に延べ
53万5717件の応募があったと発表した
。

## 施設・境内社
元々は八幡山の頂上の小祠を本殿としていたが、後にそれを囲むように本殿が建てられた。拝殿は八幡山の麓にある。
境内に笠森稲荷神社（盛岡八幡宮境内地に元々あった神社）、神明社（盛岡市神明町の名の起こりとなった神社）、梅宮（安産の神）、盛岡天神社、十二支の守り神を祀る各神社（十二支神社）、神宝殿のほか、岩手護国神社、霊璽簿奉安殿、戦没者遺骨奉安殿、岩手県神社庁がある。

## 周辺
- 住吉神社 (盛岡市)
- 盛岡天満宮
- 大慈寺 - 原敬墓所